# V型20気筒
V型20気筒（ブイがたにじっきとう）はレシプロエンジン等のシリンダー配列形式の一つで、20個のシリンダーがV字型に配置されている形式である。当記事では専らピストン式内燃機関のそれについて述べる。V20と略される。

## 解説
この気筒数のエンジンは一般的ではないが、大規模なディーゼルエンジンに採用例がある。たとえば1960年代にゼネラルモーターズのエレクトロ・モーティブ・ディヴィジョン（EMD、現在は別会社化されエレクトロ・モーティブ・ディーゼルとなっている）が製造したEMD SD45形ディーゼル機関車には20気筒のEMD 645系エンジンが搭載された。このエンジン形式名は1気筒あたりの排気量を立方インチで表しているので、エンジン全体の排気量は211リットルとなる。出力は3,600英馬力（2.7メガワット）であった。EMDは後に645系の発展形であるEMD 710系エンジン搭載のEMD SD80MAC形ディーゼル機関車も製造した。EMDは現在もこのエンジンを製造しており、主に発電機や船舶に用いられている。
船舶用のV型20気筒ディーゼルエンジンはかつてメルセデス・ベンツも製造していた。またバルチラは発電機用に現在も出力13,500馬力（10メガワット）のV型20気筒エンジンを製造している。
自動車に採用されている例としては、400トン積みの超大型ダンプトラックのde:Liebherr_T282に90L/3,650英馬力(2,722 kW)のMTU製「DD 20V4000」エンジンが採用されている。